# Now is the Time
Now is the Time är Alanis Morissettes andra album. Det släpptes i Kanada år 1992, som en uppföljare till hennes första album Alanis. Albumet sålde dåligt jämfört med föregångaren, vilket ledde till att hennes skivkontrakt med MCA Records inte förnyades.

## Låtlista
1. "Real World" - 4:16
2. "An Emotion Away" - 4:16
3. "Rain" - 3:55
4. "The Time of Your Life" - 4:47
5. "No Apologies" - 5:03
6. "Can't Deny" - 3:58
7. "When We Meet Again" - 4:13
8. "Give What You Got" - 4:58
9. "(Change Is) Never a Waste of Time" - 4:42
10. "Big Bad Love" - 4:16